# Rhopalodes argentina
Rhopalodes argentina är en fjärilsart som beskrevs av Berg 1883. Rhopalodes argentina ingår i släktet Rhopalodes och familjen mätare. Inga underarter finns listade.